# Virollet
Virollet település Franciaországban, Charente-Maritime megyében. Lakosainak száma 298 fő (2022. január 1.). Virollet Brie-sous-Mortagne, Chenac-Saint-Seurin-d’Uzet, Épargnes, Gémozac, Mortagne-sur-Gironde, Saint-André-de-Lidon és Saint-Germain-du-Seudre községekkel határos.

## Népesség
A település népessége az elmúlt években az alábbi módon változott:
| Lakosok száma | 277  | 238  | 243  | 256  | 248  | 249  | 275  | 294  | 300  | 298  |
|               | 1968 | 1982 | 1990 | 2006 | 2013 | 2015 | 2017 | 2019 | 2020 | 2022 |